# Ancistrocarpus comperei
Ancistrocarpus comperei là một loài thực vật có hoa trong họ Cẩm quỳ. Loài này được R.Wilczek mô tả khoa học đầu tiên năm 1963.